# Nemesradnót
Nemesradnót (szlovákul Radnovce) község Szlovákiában, a Besztercebányai kerület Rimaszombati járásában.

## Fekvése
Rimaszombattól 16 km-re délkeletre, a Balog patak jobb partján fekszik.

## Története
A község területe a 13. században a gömöri királyi váruradalomhoz tartozott. 1423-ban Radnótfalu néven említik először. 1427-ben "Rathoultfalwa", "Radnothfalua", 1430-ban "Radnolthfalwa" néven szerepel az okiratokban. A 15. században a Pölhös és Bebek családok tulajdonában állt. 1427-ben 20 portával adózott. Luxemburgi Zsigmond a falut 1430-ban a Perényi családnak adományozta. A török támadások idején a község a Balog alsó folyása vidékének a központja volt. Nevének előtagja arra emlékeztet, hogy a török elleni harcokban tanúsított vitézségéért a falu egész lakossága nemesi címet kapott a királytól. 1828-ban 113 házában 922 lakos élt, akik főként mezőgazdasággal foglalkoztak.
Vályi András szerint: "RADNOR. Magyar falu Gömör Vármegyében, földes Urai több Uraságok, lakosai külömbfélék, fekszik Rimaszécsnek szomszédságában, mellynek filiája; földgye jó gabonát terem, piatzozása közel, fuharozással is keresettye, és a’ Miskoltzi szőlőkben; fája, és legelője nints elég, második osztálybéli."
Fényes Elek szerint: "Radnóth, magyar falu, Gömör vmegyében, Rima-Szécshez északra 1 órányira, a Balogh vize mellett, 18 kath., 904 ref. lak., kik többnyire nemesek. Ref. anyaszentegyház. – Első osztálybeli határ. F. u. többen. Ut. p. Rima-Szombat."
Gömör-Kishont vármegye monográfiája szerint: "Radnót, balogvölgyi magyar kisközség, körjegyzőségi székhely, 162 házzal és 594, tisztán ev. ref. vallású lakossal. E község 1423-ban Radnotfalua néven pelsőczi Nagy János tárnokmesternek a birtoka. 1427-ben már a Pethes család birtokában találjuk. 1430-ban Zsigmond király a Perényieknek adományozza. Később azután a török háboruk idejében a község lakosai nemesi előjogokat nyertek. Itt született és itt lakik Pósa Lajos, az ismert nevű költő. A község szép református temploma 1875-ben épült. Postája, távírója és vasúti állomása Rimaszécs."
A trianoni diktátumig Gömör-Kishont vármegye Feledi járásához tartozott. 1938 és 1945 között megint Magyarország része.
2019-ben avatták fel az 1848-1849-es szabadságharc emlékművét.

## Népessége
| Év:            | 1994. | 2004.    | 2014.    | 2024.    |
| -------------- | ----- | -------- | -------- | -------- |
| Emberek száma: | 585   | 695      | 881      | 1020     |
| Eltérés:       |       | +18,80 % | +26,76 % | +15,77 % |

| Év:            | 2023. | 2024.   |
| -------------- | ----- | ------- |
| Emberek száma: | 1034  | 1020    |
| Eltérés:       |       | -1,35 % |

1880-ban 655 lakosából 621 magyar és 1 szlovák anyanyelvű volt.
1890-ben 627 lakosából 626 magyar és 1 német anyanyelvű volt. Ebből 579 református, 36 római katolikus, 10 izraelita és 2 evangélikus vallású volt.
1900-ban 594 lakosa mind magyar anyanyelvű volt.
1910-ben 577 lakosából 575 magyar és 2 szlovák anyanyelvű volt.
1921-ben 521 lakosából 503 magyar és 3 csehszlovák volt.
1930-ban 523 lakosából 417 magyar, 11 csehszlovák, 7 zsidó, 4 német, 77 egyéb nemzetiségű és 7 állampolgárság nélküli volt. Ebből 412 református, 92 római katolikus, 9 evangélikus, 8 izraelita és 2 görög katolikus volt.
1941-ben 530 lakosából 528 magyar és 2 szlovák volt.
1970-ben 624 lakosából 604 magyar és 20 szlovák volt.
1980-ban 624 lakosából 606 magyar és 18 szlovák volt.
1991-ben 574 lakosából 511 magyar és 11 szlovák volt. 
2001-ben 643 lakosából 546 magyar, 81 cigány és 11 szlovák.
2011-ben 825 lakosából 718 magyar, 52 cigány, 20 szlovák és 35 ismeretlen nemzetiségű, ebből 796 magyar anyanyelvű volt. Ebből 412 római katolikus, 205 református, 20 jehovista, 138 nem vallásos és 47 ismeretlen vallású volt.

## Nevezetességei
- Református temploma 1875-ben épült neoromán-neogótikus stílusban. Alacska református gyülekezete 2001-ben millenniumi zászlót adományozott a helyi gyülekezetnek, melynek átvétele alkalmából Erdélyi Géza református püspök tartott ünnepi istentiszteletet.
- Klasszicista kúriája a 19. század első felében épült, a század végén megújították.
- A községtől nyugatra, a Radnóti-patak mellett ásványvíz-forrás található.

## Híres emberek
- Itt született 1850. április 9-én Pósa Lajos költő, hírlapíró. A faluban mellszobra áll.
- Innen származik Radnóti Miklós költő apja, Glatter Jakab, a költő pedig feltehetően innen vette vezetéknevét. (A faluban emléktáblája van és 2006. május 21-én itt leplezték le Radnóti Miklós első szlovákiai szobrát – Győrfi Lajos szobrászművész és Varga Imre bronzöntő mester alkotását.)